# Pfarrkirche Frankenmarkt

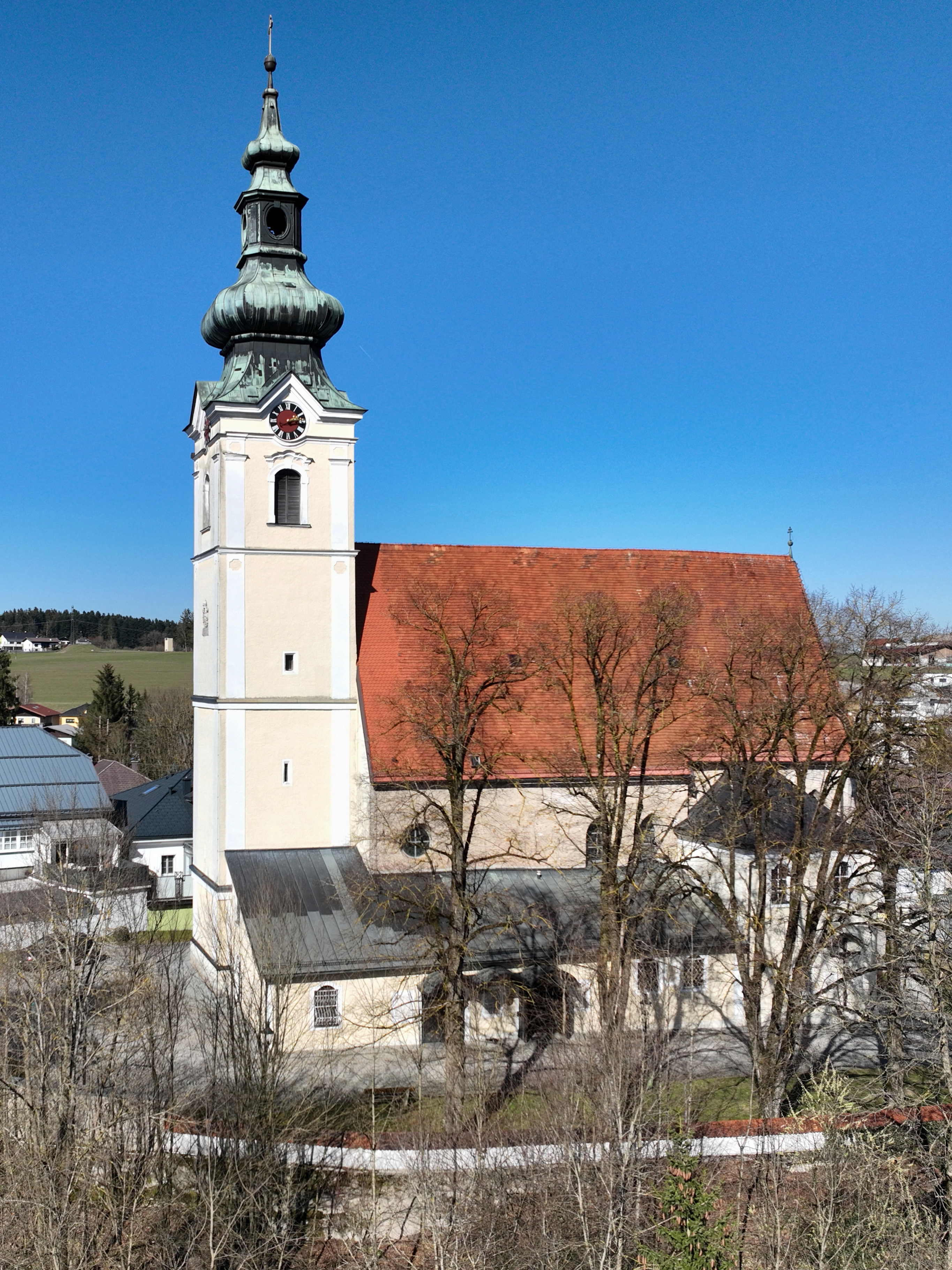
Südsüdwestansicht der röm.-kath. Pfarrkirche hl. Nikolaus in Frankenmarkt

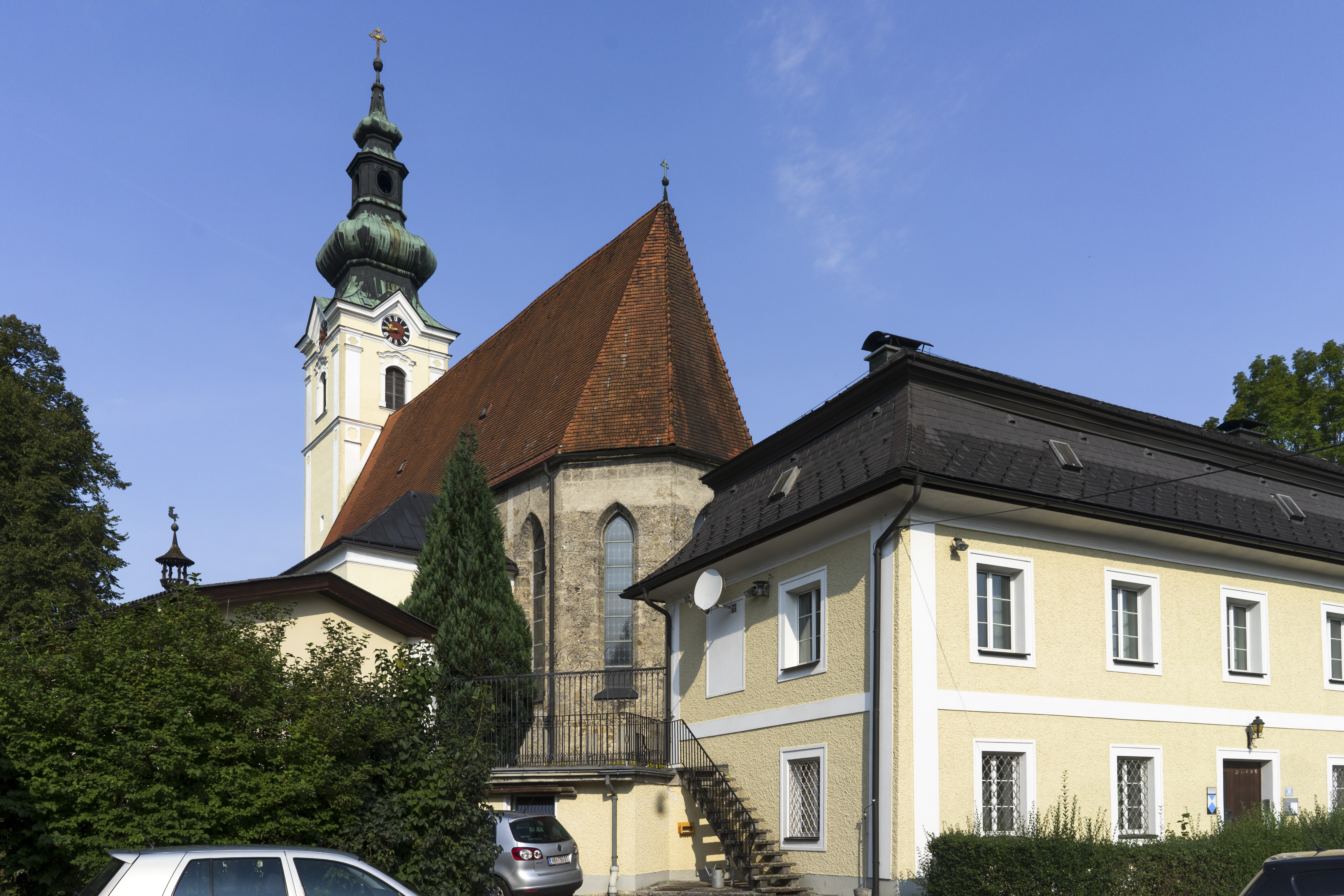
Pfarrkirche hl. Nikolaus; rechts im Vordergrund noch der 2018 abgebrannte Pfarrhof. Links im Vordergrund das Krippenmuseum.

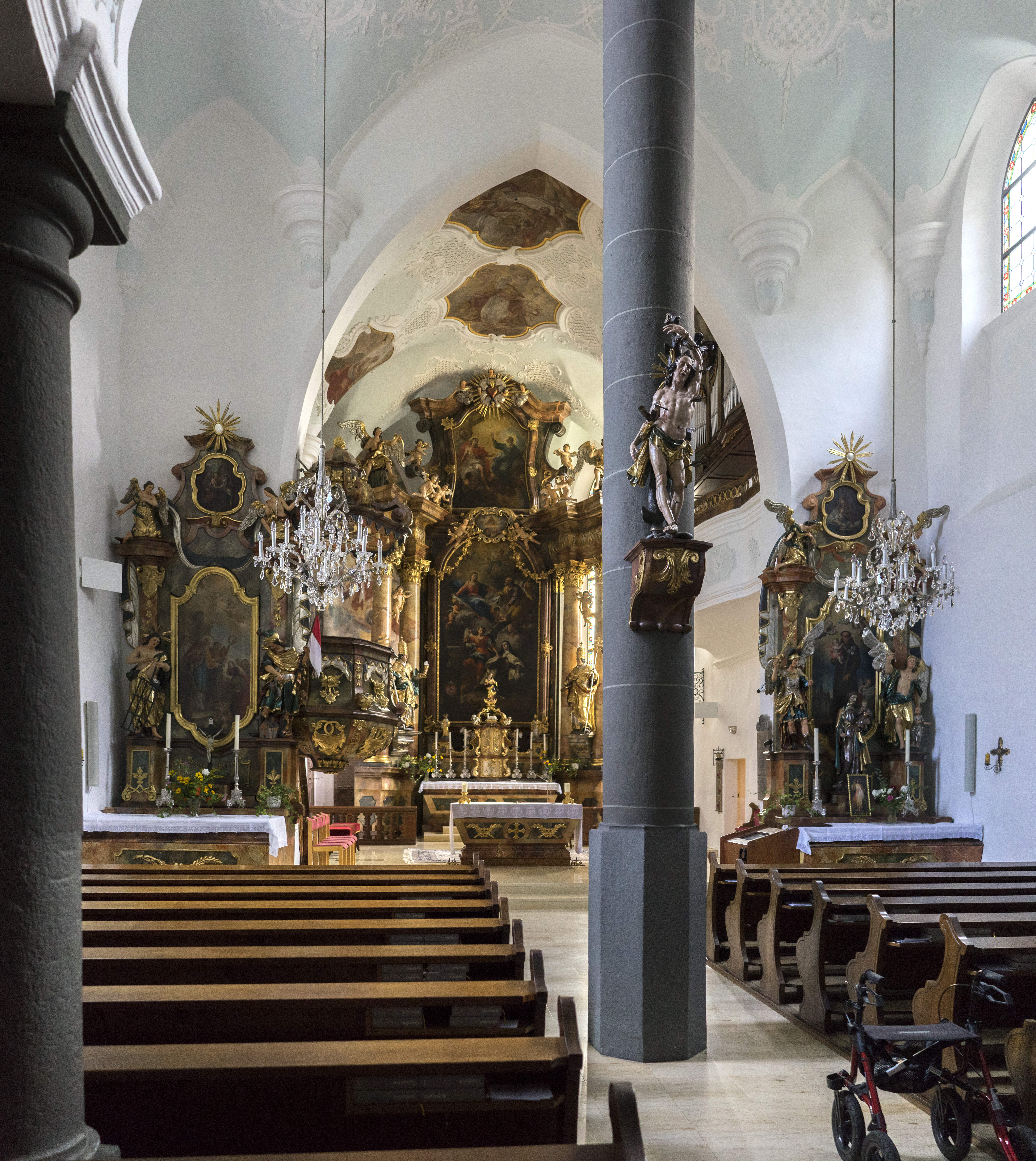
Innenansicht der Kirche

Die römisch-katholische Pfarrkirche Frankenmarkt steht in der Gemeinde Frankenmarkt im Bezirk Vöcklabruck in Oberösterreich. Sie ist dem heiligen Nikolaus geweiht und gehört zum Dekanat Frankenmarkt in der Diözese Linz. Das Bauwerk steht unter Denkmalschutz (Listeneintrag).

## Geschichte
Die Kirche wird 1225 erstmals urkundlich erwähnt. Die Kirche ist ein spätgotischer Bau vom Anfang des 16. Jahrhunderts und wurde wahrscheinlich von Stephan Wultinger errichtet. Nach einem Brand im Jahr 1759 wurde er in den 1760er Jahren barockisiert.

## Architektur
Kirchenäußeres
Der Kirchturm hat einen Zwiebelhelm, der laut Inschrift 1767 wiederhergestellt wurde. Die Portale im Norden und Süden haben Vorhallen. Südlich des Langhauses ist eine Kapelle mit Flachdecke angebaut
Kircheninneres
Die starken Kurven der Orgelempore und die zarten Rokoko-Stuckdekorationen sind zu einer Einheit verwachsen mit dem gotischen Kern des zweischiffigen Langhauses der Kirche. Dadurch entsteht eine ganz eigenartige, aber durchaus einheitliche und reizvolle Raumwirkung. Das zweischiffige Langhaus mit drei Schiffsjochen ist durch Rundsäulen geteilt. Der dreijochige Chor schließt im 3/8. Die ursprünglich gotischen Gewölbe wurden verschliffen und mit reichem Rokoko-Stuck versehen. Die Fresken wurden in späterer Zeit erneuert. Die zweigeschoßige und dreiachsige Westempore ist geschwungen. Die Brüstung ist ebenfalls stuckiert. 1959 wurden an der Nordwand des Chores Fresken von 1583 freigelegt. Sie stellen den Gottvater und die „Zehn Gebote“, „Maria mit Engelchören“ und rechts Christus und die sieben Sakramente dar.

## Ausstattung
Das Altarbild des barocken Hochaltars zeigt die „Vision der heiligen Theresia“ Es wurde 1727 von Martin Altomonte gemalt. Es hing ursprünglich im Karmeliterkloster Linz. Die Seitenaltäre und die Kanzel stammen aus dem zweiten Viertel des 18. Jahrhunderts. Der Altar in der südlich angebauten Kapelle  ist klassizistisch und stammt aus dem Jahr 1840. Das Altarbild zeigt die „Verkündigung des Herrn“ und wurde von I. G. Weibhausen 1839 gemalt. Auf dem Altar stehen zwei barocke Büsten von Jesus und Maria.  Die Büsten von 1699 stammen aus der Guggenbichler-Werkstatt. Sie sind Repliken der Originale in der Filialkirche Irrsdorf. Im Chor befinden sich Wappengrabsteine hinter dem Hochaltar aus dem 16. und 17. Jahrhundert. Besonders bemerkenswert ist der Grabstein von Erasmus Kunigwiser, des Pfarrers zur Bauzeit der Kirche und möglichem Maler der Fresken, von 1543 mit Reliefganzfigur.

## Glocke
Die Glocke wurde 1759 gegossen.

## Galerie

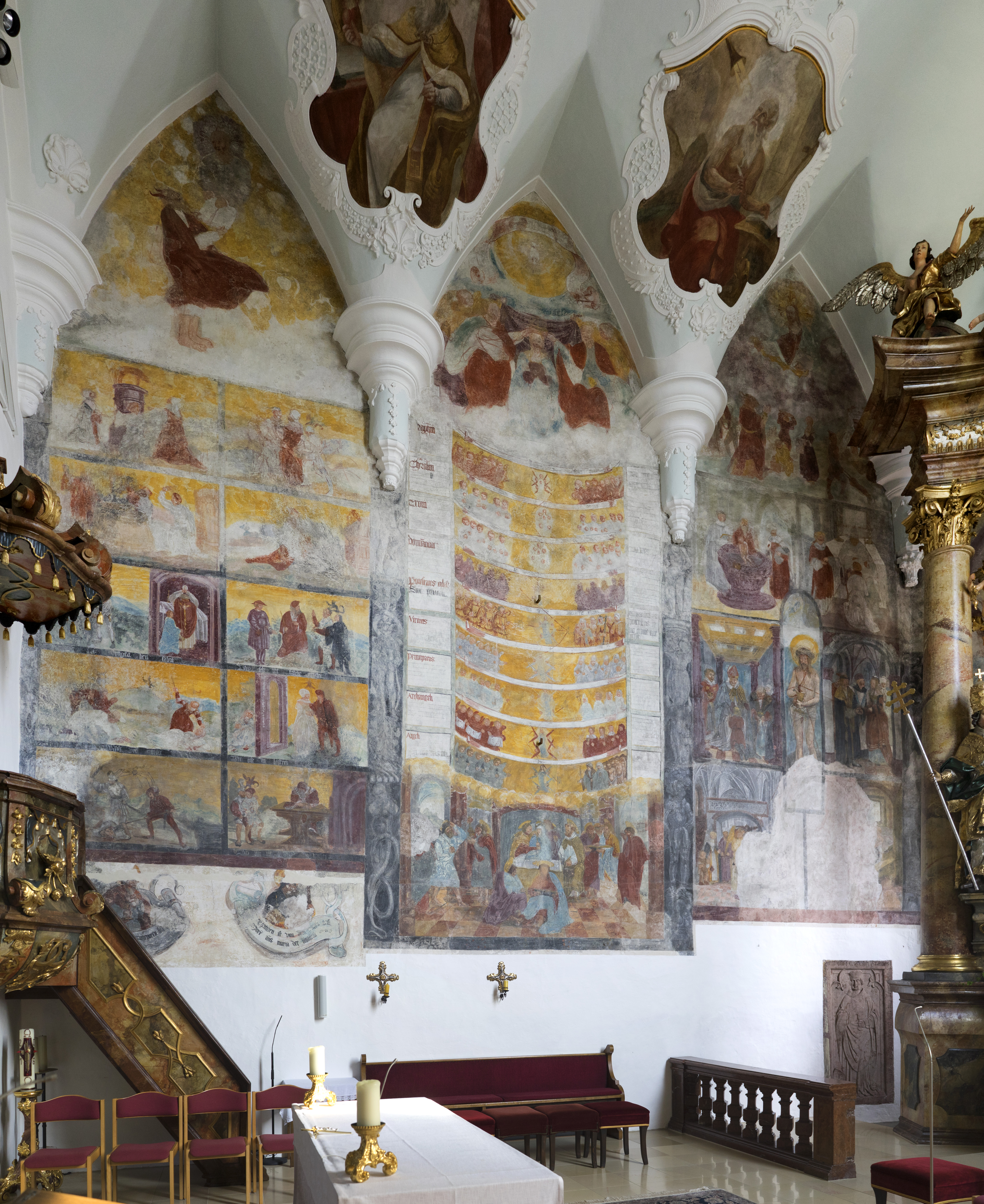
Der Chorbereich mit Fresken
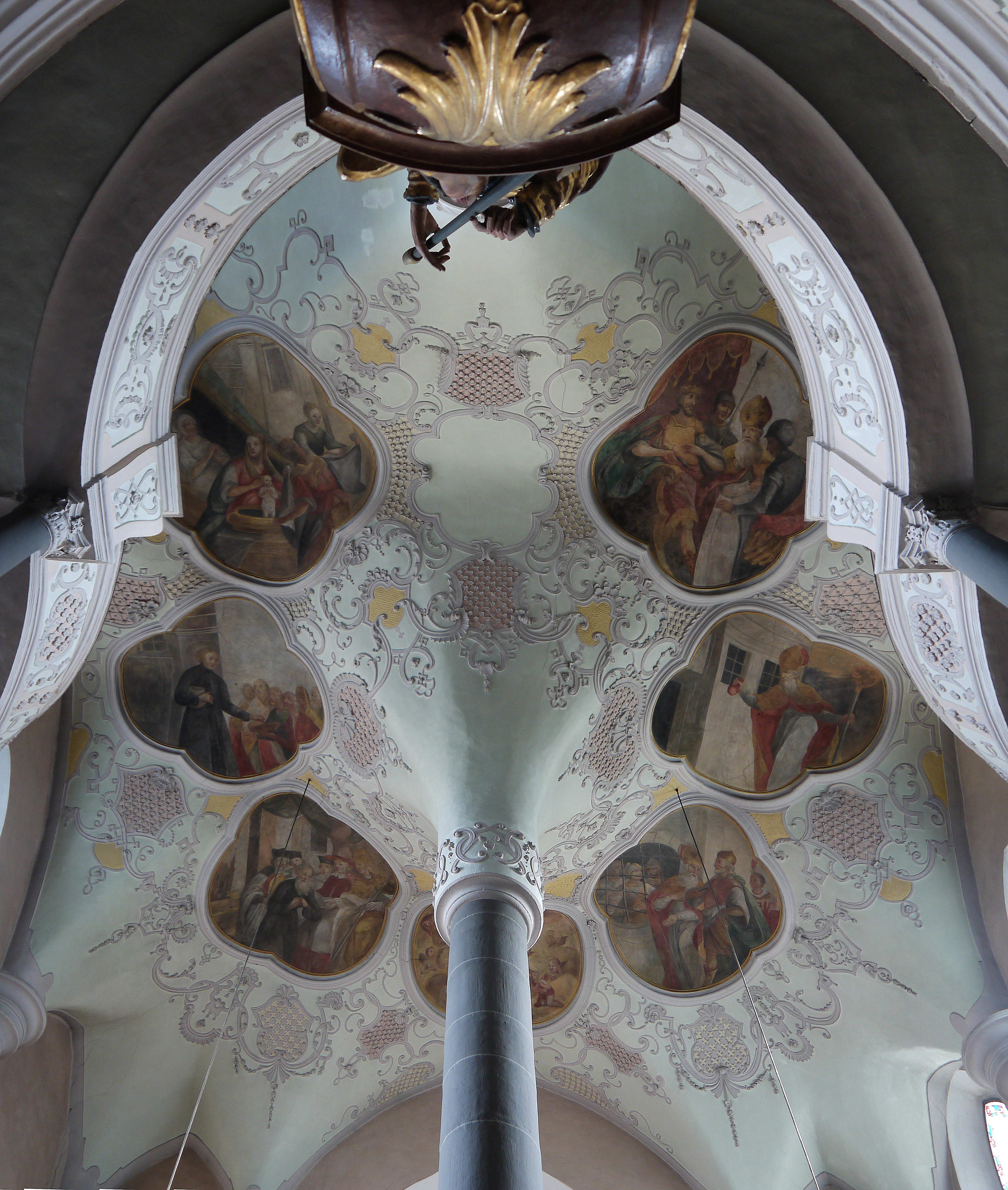
Die barockisierte Deckenbemalung
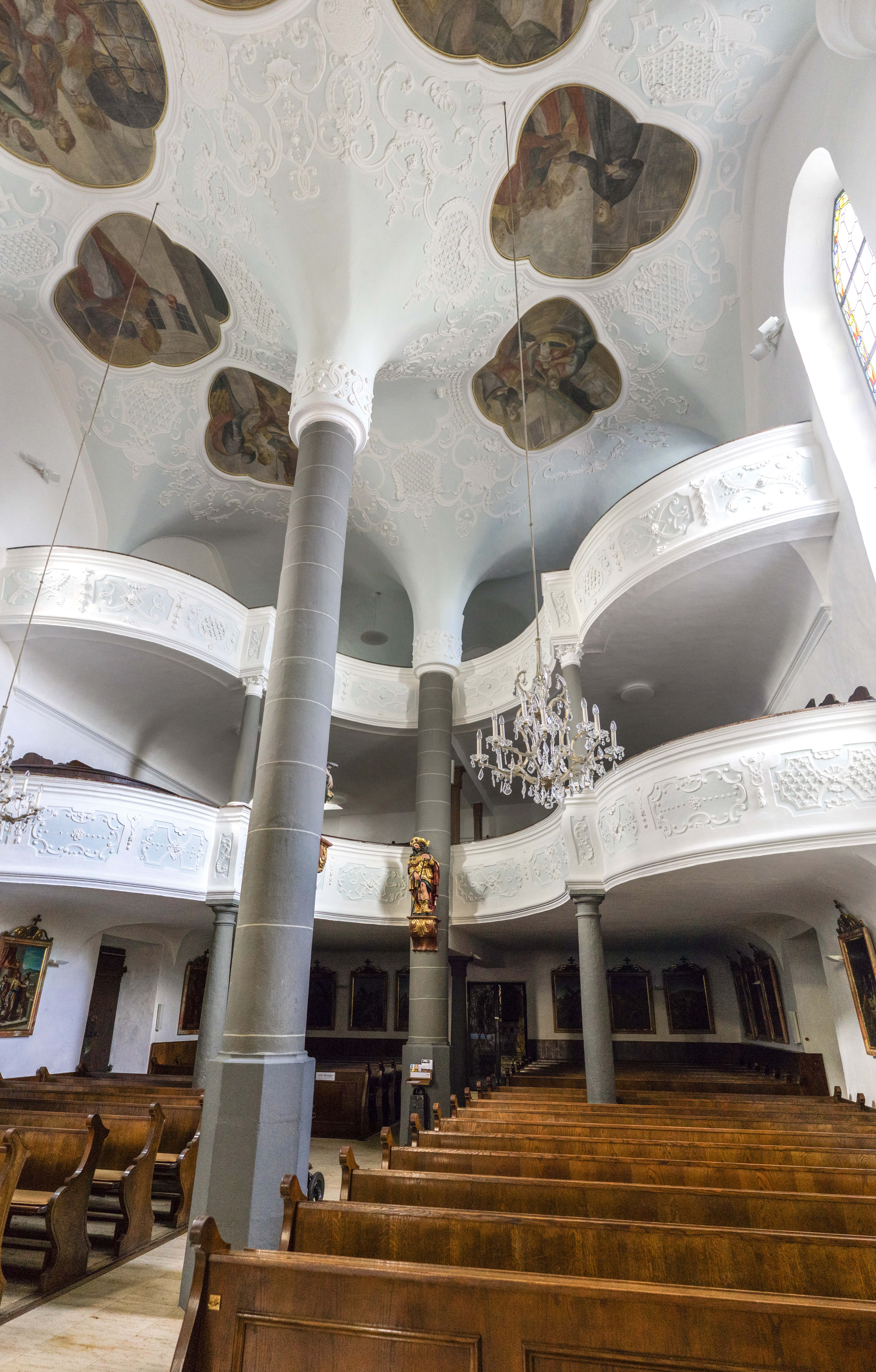
Die mehrstöckige Empore
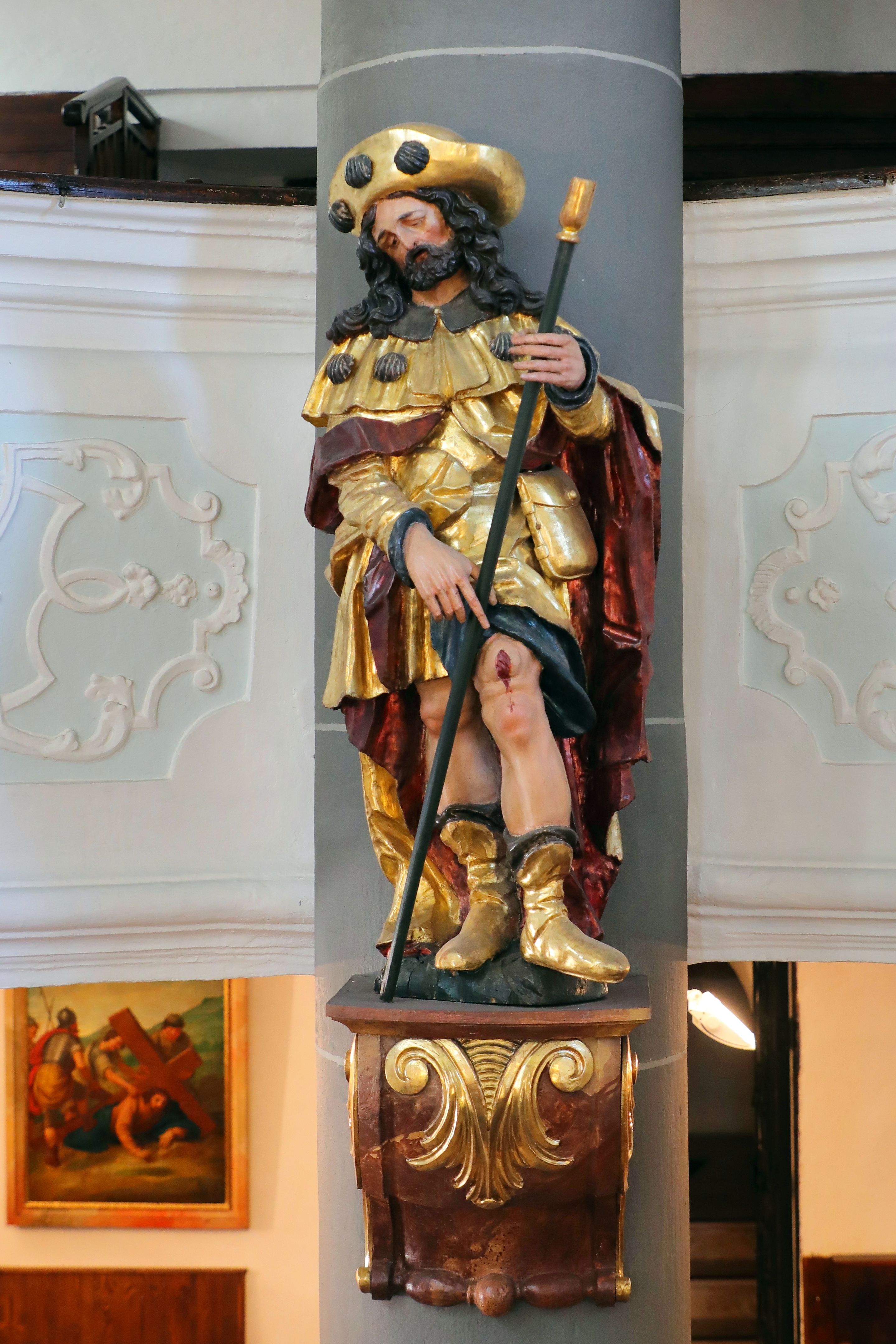
Hl. Rochus an der westlichen Mittelsäule
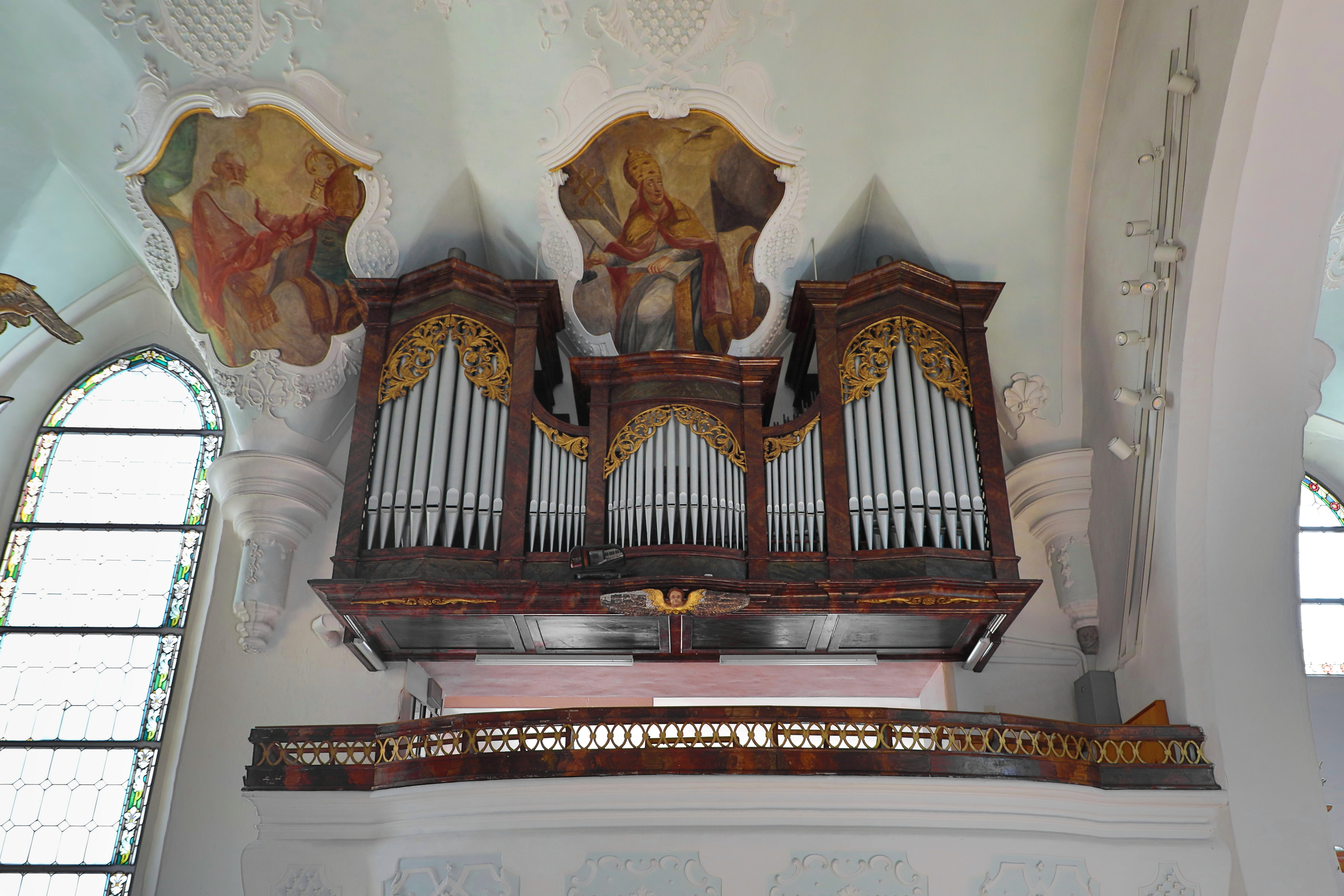
Orgel im Chorraum